# Opština Čaška
Opština Čaška (mazedonisch Општина Чашка; albanisch Komuna e Çashkës) ist eine Opština Nordmazedoniens. Sie ist Teil der Region Vardar. Verwaltungssitz ist das gleichnamige Dorf Čaška, nach dem die Opština benannt ist.

## Geographie

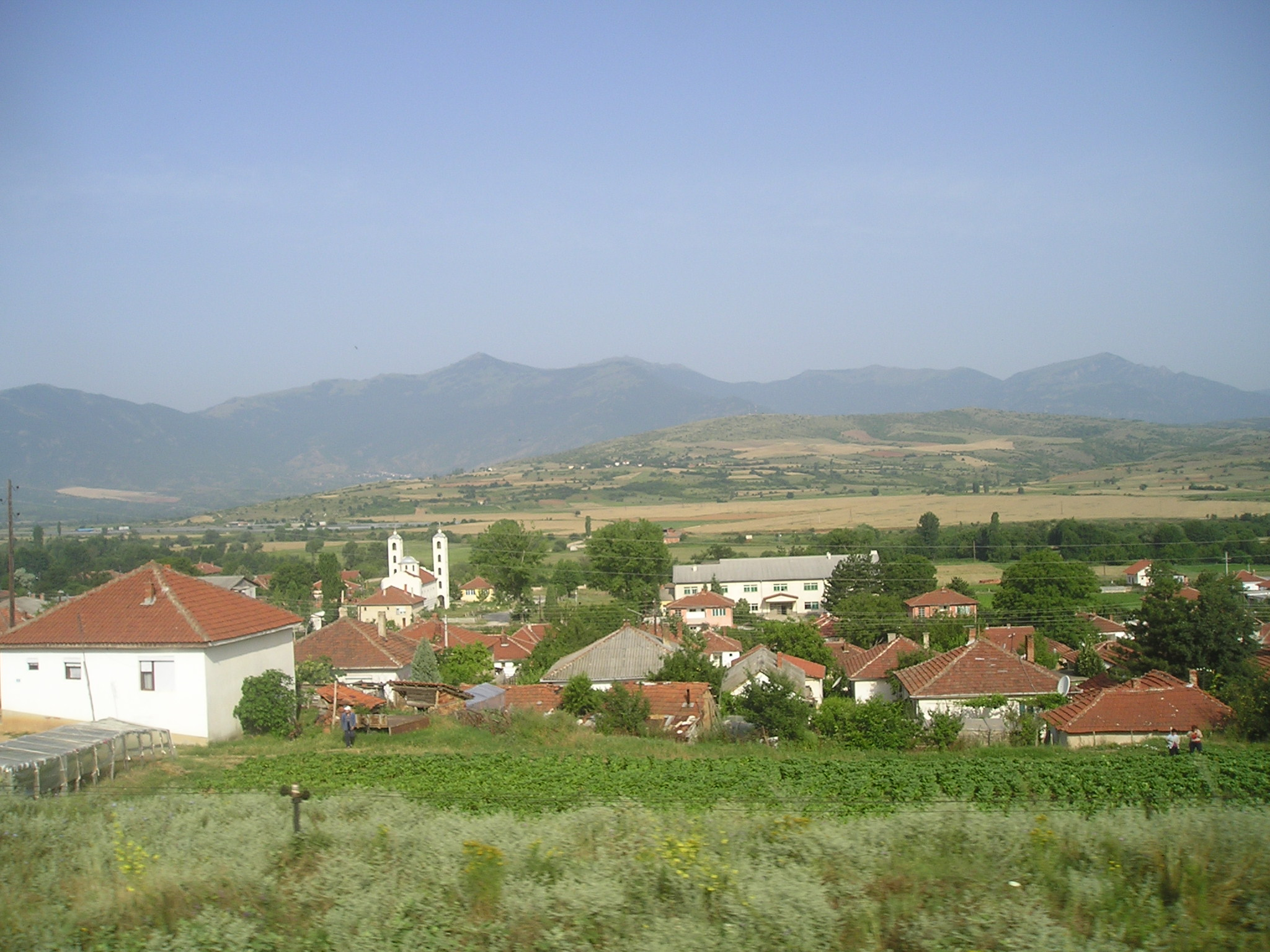
Das gleichnamige Dorf Čaška

Opština Čaška befindet sich im geographischen Zentrum Nordmazedoniens. Das Dorf Dolno Vranovci bildet das genaue geographische Zentrum. Die Gemeinde Čaška grenzt an die Gemeinden Studeničani und Zelenikovo im Norden, Veles, Rosoman und Gradsko im Osten, Makedonski Brod und Dolneni im Westen sowie Kavadarci und Prilep im Süden.

## Bevölkerung
Laut der Volkszählung aus dem Jahr 2002 setzte sich die Bevölkerung wie folgt zusammen:
| Volksgruppe | Absoluter Anteil | Prozentualer Anteil |
| ----------- | ---------------- | ------------------- |
| Mazedonier  | 4.395            | 57,3 %              |
| Albaner     | 2.703            | 35,2 %              |
| Türken      | 391              | 5,1 %               |
| Andere      | 184              | 2,4 %               |
| Total       | 7.673            | 100 %               |

## Gliederung
Zur Opština zählen außer dem Dorf Čaška noch folgende 42 Dörfer:
| - Čaška - Banjica - Bistrica - Bogomila - Busilci - Vladilovci - Vitanci | - Vojnica - Gabrovnik - Golozinci - Gorno Jabolčište - Gorno Vranovci - Dolno Jabolčište - Dolno Vranovci | - Drenovo - Izvor - Elovec - Kapinovo - Krajnici - Kriva Kruša - Krnino | - Lisiče - Martolci - Melnica - Mokreni - Nežilovo - Novo Selo - Omorani | - Oraov Dol - Oreše - Otištino - Papradište - Plevenje - Pomenovo - Popadija | - Rakovec - Smilovci - Sogle - Stari Grad - Stepanci - Teovo - Crešnevo |  |